# リチャード・メラー・ニールセン
リチャード・メラー・ニールセン(Richard Møller Nielsen、1937年8月19日 - 2014年2月13日)は、デンマーク出身の元サッカー選手、サッカー指導者。
1992年にデンマーク代表監督としてユーロ1992優勝へと導いた。デンマーク代表にとってはこれが最初国際タイトルであった。
1995年にはデンマーク王室からナイトの称号が与えられた。

## 略歴
現役時代はオーデンセBKで活躍し、デンマーク代表としても2試合に出場している。
しかし、怪我によって20代での引退を余儀なくされると彼は指導者の道へと踏み込んだ。古巣のオーデンセBKを含めていくつのクラブを率いた後、デンマーク代表のコーチを務めた。
そして1990年にデンマーク代表監督となる。UEFA欧州選手権1992の本大会出場をかけた予選でユーゴスラビア代表に競り負け敗退。出場は適わないはずだった。しかし、そのユーゴスラビア代表が開催国であるスウェーデンに入国した直後に、国際サッカー連盟および欧州サッカー連盟から出場資格剥奪の通達を受ける。これはユーゴスラビア内戦に対する国際連合の制裁にサッカー連盟が応じたもので、スウェーデン政府も入国を許可せず強制出国させるということであった。急遽、予選でユーゴスラビアに破れたデンマークが出場することになったが、選手たちの多くはすでにバカンスに出かけていたような状態で大した準備も出来ないままの戦いとなった。にもかかわらず、チームはオランダやドイツを倒して奇跡の優勝を成し遂げる。無欲の勝利であった。
その後はフィンランド代表やイスラエル代表を率いたのち、2003年10月に監督業から引退した。
2014年2月13日、長年の闘病の末76歳で死去した。

## 所属クラブ
- オーデンセBK

## 指導歴
- 1962-1963  Brobyværk IF
- 1964-1967  オーデンセBK
- 1968-1969  エスビャウfB
- 1969-1974  スヴェンボーfB
- 1974-1975  Boldklubben 1909
- 1975-1985  オーデンセBK
- 1978-1989  デンマークU-21代表
- 1987-1990  デンマーク代表 (アシスタントコーチ)
- 1990-1996  デンマーク代表
- 1996-1999  フィンランド代表
- 2000-2002  イスラエル代表
- 2003  コルディングFC

## 獲得タイトル
- UEFA欧州選手権スウェーデン大会　優勝：1回 (1992)
- キング・ファハド・カップ1995　優勝：1回 (1995)
- デンマーク・スーペルリーガ　優勝：2回 (1976-77, 1981-82)
- デンマーク・カップ　優勝：1回 (1982-83)
- 世界最優秀監督（ワールドサッカー誌選出） 1992